# Mand bider hund
Mand bider hund (fransk: C'est arrivé près de chez vous, overs. det skete i dit nabolag) er en belgisk mørk komedie fra 1992, der er lavet som en mockumentary over kriminalitet. Filmen har Benoît Poelvoorde i hovedrollen.
I filmen følger et filmhold en seriemorder og dokumenterer hans horrible forbrydelser til en dokumentarfilm, de er ved at producere. Selv om de fra starten blot er uengagerede observatører, bliver de efterhånden fanget af den tiltagende kaotiske og nihilistiske vold. Filmen modtog en André Cavens Award for Bedste Belgiske Film af Belgian Syndicate of Cinema Critics (UCC). Siden udgivelse er filmen blevet en international kultfilm.